# Matt Macey
Matthew Ryan Macey (Bath, Inglaterra, Reino Unido, 9 de septiembre de 1994), conocido como Matt Macey, es un futbolista inglés que juega como portero en el Colchester United F. C. de la League Two.

## Carrera
Comenzó a jugar al fútbol juvenil en 2007 probo en las fuerzas básicas en el Centro de Excelencia del Bristol Rovers pero fue rechazado. Posteriormente, pasó a representar a los equipos juveniles del Bath City y del Yate City antes de fichar por el Bristol Rovers en el año 2009. Su primera aparición con el equipo de los Bristol Rovers fue en el partido por la League Two contra el Torquay United en marzo de 2012, sin embargo nunca hizo una aparición en el primer equipo.
En octubre de 2013 fichó por el Arsenal después de una disputa con el Everton y varios equipos de la Premier League, llegaron a un acuerdo por 100,000 £ después de haber rechazado una oferta de un nuevo contrato para los Bristol Rovers. En su primera temporada con el Arsenal, Macey hizo 15 apariciones para el club de la Academia. También se sugirió como un reemplazo inmediato para Łukasz Fabiański. En 2014, Macey fue elegido para viajar con el primer equipo del Arsenal a un campo de entrenamiento de pretemporada en Austria y más tarde fue seleccionado como un sustituto para el Arsenal en un partido de la Premier League contra el West Bromwich Albion.
En enero de 2015 fichó por el Accrington Stanley durante un mes en calidad de préstamo, donde hizo su debut en la liga el 17 de enero contra el Tranmere Rovers.
El 30 de julio de 2018 el Arsenal anunció su cesión al Plymouth Argyle F. C. para la temporada 2018-19.

## Clubes y estadísticas
| Arsenal F. C. Inglaterra | 2015/16 | A | 0 | 0 | 0 | 0 | – | – | 0 | 0 | 0,0 |
| Arsenal F. C. Inglaterra | Total   |   |   |   |   |   |   |   |   |   |     |
| Total en su carrera |         |   |   |   |   |   |   |   |   |   |     |
| (1) Incluye datos de Copa de Italia y Supercopa de Italia. (2) Incluye datos de Liga de Campeones y Europa League. (3) Media de goles encajados por encuentro. No incluye partidos amistosos. |         |   |   |   |   |   |   |   |   |   |     |

## Palmarés

### Títulos nacionales
| Título           | Club          | País       | Año  |
| ---------------- | ------------- | ---------- | ---- |
| FA Cup           | Arsenal F. C. | Inglaterra | 2020 |
| Community Shield | Arsenal F. C. | Inglaterra | 2020 |